# Delphinium chrysotrichum
Delphinium chrysotrichum là một loài thực vật có hoa trong họ Mao lương. Loài này được Finet & Gagnep. mô tả khoa học đầu tiên năm 1904.